# Comté de Boundary
Pour les articles homonymes, voir Boundary.
Le comté de Boundary est un comté situé dans l’État de l'Idaho aux États-Unis. En 2000, la population était de 9 871 habitants. Son siège est Bonners Ferry. Le comté a été créé en 1915 en détachant une partie du comté de Bonner, et nommé ainsi parce qu'il est à la frontière (boundary en anglais) entre l'Idaho et le Canada.

## Géolocalisation
|                                     | District régional de Central Kootenay, (Canada) |                             |
| Comté de Pend Oreille, (Washington) | Comté de Boundary                               | Comté de Lincoln, (Montana) |
|                                     | Comté de Bonner                                 |                             |

## Principales villes
- Bonners Ferry
- Moyie Springs

## Démographie
| 1920  | 1930  | 1940  | 1950  | 1960  | 1970  |
| ----- | ----- | ----- | ----- | ----- | ----- |
| 4 474 | 4 555 | 5 987 | 5 908 | 5 809 | 6 371 |

| 1980  | 1990  | 2000  | 2010   | - | - |
| ----- | ----- | ----- | ------ | - | - |
| 7 289 | 8 332 | 9 871 | 10 972 | - | - |